# Sankt Johannes Kirke (Før)
 For alternative betydninger, se Sankt Johannes Kirke. (Se også artikler, som begynder med Sankt Johannes Kirke)
Sankt Johannes Kirke er en kirke beliggende centralt i landsbyen Niblum på den nordfrisiske ø Før i Sydslesvig i den nordtyske delstat Slesvig-Holsten. Kirken er viet til Johannes Døberen. Sankt Johannes Kirke er sognekirke i Sankt Johannes Sogn i det centrale Før. Sognet strækker sig over både Vesterland-Før og Østerland-Før.
Kirken er opført i 1100-tallet i romansk stil af granitkvadre og mursten. Kirken er beliggende på en høj ved overgangen fra øens gestkerne til øens marsk i nord. Den massive kirkebygning bliver også omtalt som Friserdom, altså nordfriserne domkirke. Den skal være bygget af den samme bygmester som kirkerne i Kejtum på Sild (Sankt Severin), kirken på Pelvorm og i Tating på Ejdersted. De ligger på en ret linje med en indyrdes geografisk afstand på hver 17,6 km. Kirken har før været den største landsbykirke i Danmark.
Over kirkens sydportal er der indbygget et tympanon med den tronede Kristus mellem apostlene. I det indre har kirken fladt bjælkeloft. Interiøret består bl.a. af en romansk granitdøbefont fra omkring år 1200og en sengotisk udskårne, femfløjede altertavle fra 1487 med scener fra Johannes Døberens liv på fløjenes ydersider. Den rigt udskårne prædikestol med lydhimmel er fra 1618. Træ-epitafium med fremstillinger af de hellige tre konger er fra 1613. Pulpituret blev opsat i 1660. Pulpituret kom senere til at bære kirkens orgel, fremstillet i 1838. Der er flere unikke skulpturer i kirken. Der kan bl.a. nævnes en sengotisk træfigur fra 1400-tallet af Johannes Døberen.
På kirkegården holdtes tidligere tinget. Her står også flere af de såkaldte talende gravsten.
- Kirkerummet
- Altertavlen
- Prædikestolen med lydhimmel fra 1618
- Granitfonten fra o. 1200-tallet